# Užitková rostlina
Užitkové rostliny, neboli plodiny jsou rostliny dávající člověku ať už přímo, či nepřímo nějaký užitek. Používají se velmi často jako potrava nebo jako krmivo. Leckdy se k této skupině přiřazují i rostliny botanicky pozoruhodné, které mohou být následně využity v botanickém výzkumu či jako rostliny okrasné.
Vznikly z původně planých rostlin (často i z plevelů, např. oves, žito), jejichž jedlé či jinak využitelné části člověk nejprve sbíral, později je však i záměrně pěstoval. Vznik kulturních rostlin byl přímo spjat s vývojem člověka zemědělce, který v okolí svých sídlišť obdělával půdu a zaváděl plané druhy do kultury; tím vytvářel umělá společenstva rostlin (agrocenózy), diametrálně odlišná od původních lesních společenstev. Tento významný moment v historii člověka se označuje jako zemědělská revoluce.

## Rozdělení užitkových rostlin
Užitkové rostliny se nejčastěji kategorizují do větších celků podle poskytované látky nebo užitku či účelu pěstování (obilí, škrob, ovoce, zelenina, olej, cukr, koření, léčivé látky – drogy, textilní vlákna, barviva, latexy a gumy, rostliny medonosné nektar poskytující, energetické plodiny, rostliny protierozní, zpevňující a krycí, lesnické k zalesňování a další), méně často podle plodů nebo semen, nebo podle botanického třídění (palmy, luskoviny). Patří sem:
- Agrolesnické stromy
- Botanicky pozoruhodné rostliny
- Cukrodárné rostliny
- Drogy
- Energetické plodiny
- Houby
- Koření a rostliny aromatické
- Kultovní rostliny
- Léčivé rostliny
- Luskoviny
- Medonosné rostliny
- Obilniny (patří sem i pseudoobilniny)
- Okopaniny
- Olejniny
- Ovoce a ořechy
- Pícniny (trávy, luskoviny, ostatní)
- Pochutiny
- Škrobodárné rostliny
- Technické plodiny (elastomery, gumy a slizy, pryskyřice, třísloviny, barviva, insekticidy, vosky)
- Textilní rostliny
- Zelenina (bez hub)